# Welsh Highland Railway

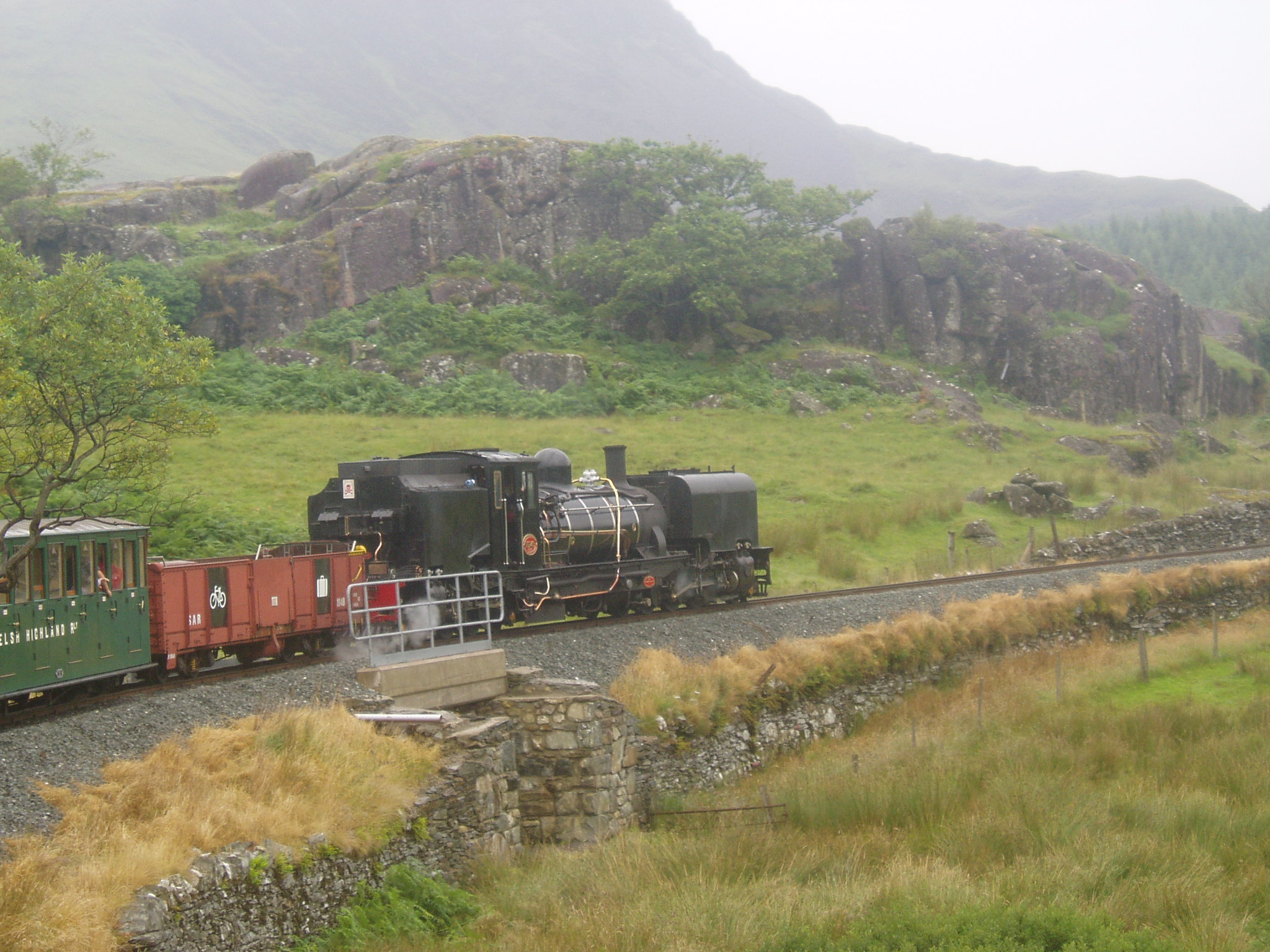
Paesaggio lungo la tratta ferroviaria

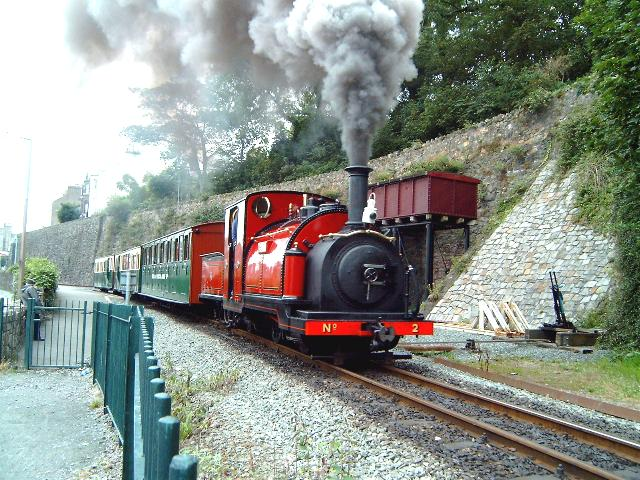
Una locomotiva operante nella tratta

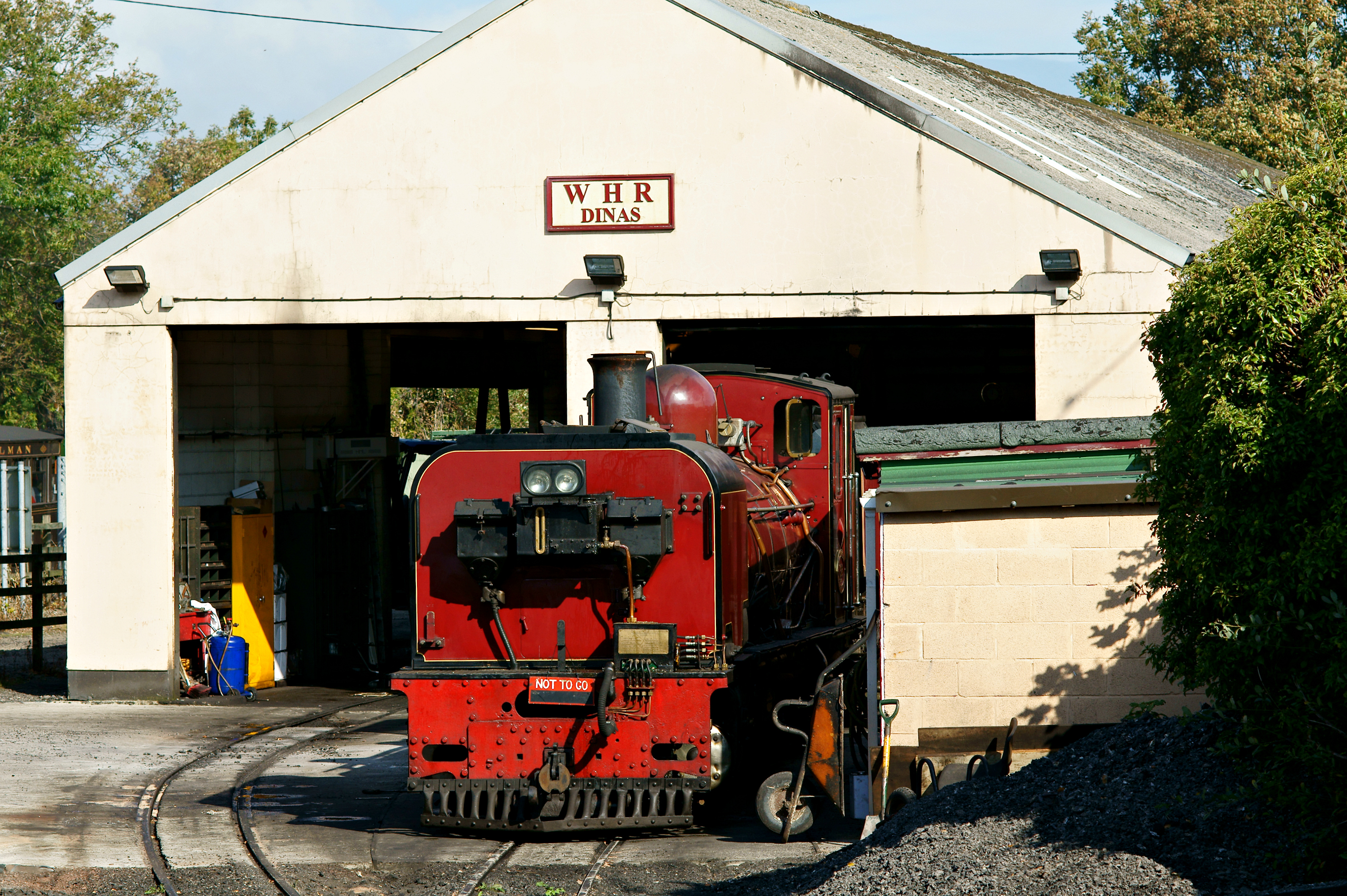
Una locomotiva ferma nella stazione di Dinas

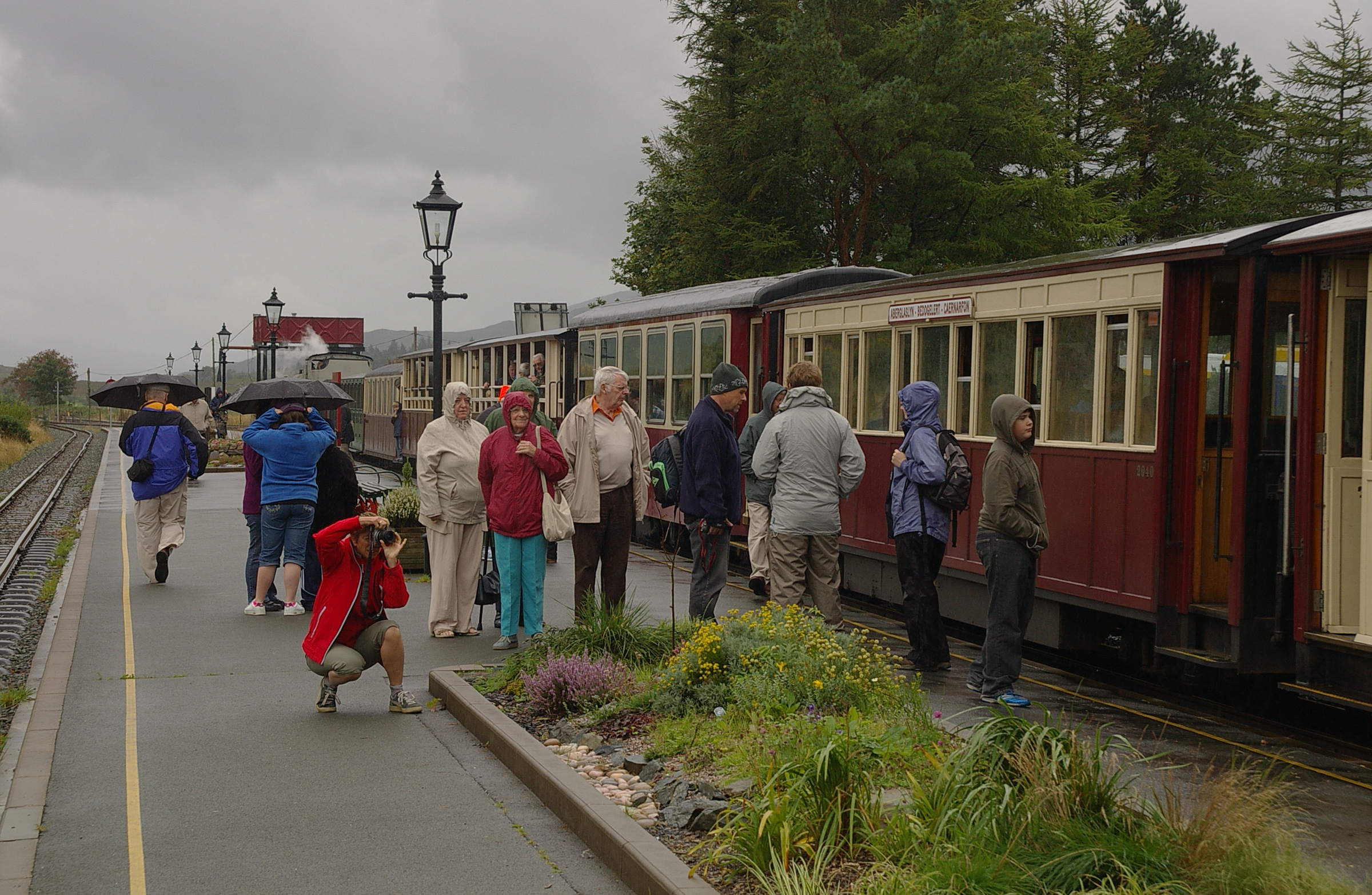
Un convoglio della Welsh Highland Railway fermo alla stazione di Rhyd Ddu

La Welsh Highland Railway (abbreviato: WHR; in gallese:  Rheilffordd Eryri) è una ferrovia a scartamento ridotto del Galles nord-occidentale, che collega Caernarfon alla località portuale di Porthmadog, coprendo una distanza di 40,02 km. Originariamente in funzione tra il 1922 e il 1937, fu ripristinata a partire dal 1997.

## Storia

### L'originaria Welsh Highland Railway
La Welsh Highland Railway fu creata nel 1922 per ripristinare e riunire tre diverse vecchie linee ferroviarie, ovvero la Croesor Tramway (creata nel 1864 e che trasportava l'ardesia dalla miniere di Cwm Croesor al porto di Porthmadog), le North Wales Narrow Gauge Railways (che collegavano Dinas nei dintorni di Caernarfon a Rhyd Ddu, passando anche per Bryngwyn e la Portmadoc, Beddgelert and South Snowdon Railway. La costruzione della nuova ferrovia si prefiggeva lo scopo di aiutare l'economia locale, diminuendo la disoccupazione.
I lavori di costruzione iniziarono nel gennaio del 1922 ad opera della Sir Douglas Fox & Partners. Inizialmente, fu riaperta nel 1922 la tratta che collegava Dinas a Porthmadog, mentre l'anno seguente fu inaugurata la tratta che collegava Rhyd Ddu a Porthmadog e la linea fu ufficialmente completata nel 1923.
I proventi economici per i proprietari della ferrovia furono però deludenti, tanto che già nel 1924 il direttore Henry Joseph Jack rassegnò le dimissioni e nel 1927 fu dichiarato il fallimento.
La linea ferroviaria chiuse ufficialmente i battenti nel 1933, ma rimase parzialmente in funzione fino al 1936-1937.
In seguito, parte della linea ferroviaria venne requisita scopi bellici nel 1941, durante la seconda guerra mondiale.
Nel 1964, la linea fu definitivamente chiusa dalla Ferrovie Britanniche.

### L'attuale Welsh Highland Railway
La vecchia tratta ferroviaria aveva attirato l'interesse di appassionati già all'inizio degli anni sessanta, interesse che avrebbe in seguito portato alla creazione della Welsh Highland Heritage Railway.
Una parte del servizio nella tratta iniziò ad operare già nel 1980 e nel 1993 venne fondata la Welsh Highland Railway Society allo scopo di riunire volontari interessati alla riapertura della storica linea ferroviaria.
Ne seguirono anni di battaglie legali, finché nel 1997 poterono iniziare i lavori, che il 13 ottobre di quell'anno portarono alla riapertura della tratta della ferroviaria che collegava Dinas a Caernafon.
In seguito, il 18 agosto 2003, fu ripristinata la tratta che giungeva fino a Rhyd Ddu.

## Percorso
|  |